# Eidžun Kijokumo
Eidžun Kijokumo (japonsko 清雲 栄純), japonski nogometaš in trener, 11. september 1950.
Za japonsko reprezentanco je odigral 42 uradnih tekem.